# Ischnocampa obscurata
Ischnocampa obscurata är en fjärilsart som beskrevs av George Francis Hampson 1901. Ischnocampa obscurata ingår i släktet Ischnocampa och familjen björnspinnare. Inga underarter finns listade i Catalogue of Life.